# شيترال (ولاية أميرية)
شيترال (اللغة الأردية: چترال) ولاية أميرية في تحالف مع الهند البريطانية حتى عام 1947، ثم أصبحت ولاية أميرية في باكستان حتى عام 1969. تُشكل منطقة الولاية الآن مقاطعة شيترال التابعة لتقسيم مالاكاند، خيبر بختونخوا، باكستان.

## قراءة معمقة
- Pastakia، Firuza (2004). Chitral: A Study in Statecraft (1320–1969) (PDF). Peshawar, Pakistan: الاتحاد الدولي لحفظ الطبيعة Pakistan. ISBN:9789698141691. OCLC:61520660. مؤرشف من الأصل (PDF) في 2021-02-07. اطلع عليه بتاريخ 2016-10-05.
- History of Chitral: An Outline
- Tarikh-e-Chitral
- Chitral States Judicial System
- Tribes of the Hindoo Koosh by John Biddulph

## وصلات خارجية
- Brief history of Chitral State at 4DW website
- World Statesmen website on Pakistan
- A website on the history, culture and languages of Chitral.